# Kriegsflaggen der Konföderierten Staaten von Amerika
Innerhalb der Konföderierten Staaten von Amerika gab es in den Kriegsjahren 1861–1865 eine Vielzahl von „battleflags“. Auf dem östlichen Kriegsschauplatz, dem „eastern theater“, wo das konföderierte Heer
intensiv von der Regierung gestützt wurde, waren diese recht einheitlich gestaltet.

Die Stars-and-Bars-Flagge vom 4. März 1861

Dagegen gab es auf den westlichen Kriegsschauplätzen, dem „western theater“ und dem „Trans-Mississippi theater“ eine große Vielfalt an Fahnen und Standarten, da offizielle Reglementierungen und Vorschriften nur langsam in diese Regionen vordrangen.
Eine eigentlich gewünschte Einheitlichkeit der Fahnen wurde insbesondere im Westen nie erreicht; aber auch die Truppenverbände auf dem ostwärtigen Kriegsschauplatz setzten diese nicht vollständig um.
Unter der Vielzahl der im Verlauf des Krieges verwendeten „battleflags“ spielte die Nationalflagge der Konföderierten Staaten „stars and bars“ eine wichtige Rolle. Sie wurde von den verschiedensten Truppenteilen als Kriegsflagge geführt.

## Feldarmeen

### Die Nord-Virginia-Armee

Kriegsflagge aus Seide vom November 1861

Kriegsflagge aus Wolle, 1862

Kriegsflagge aus Wolle, 1863

Die Nord-Virginia-Armee galt als die „große“ Armee des Südens. Ursprünglich unter General Joseph Eggleston Johnston als „Potomac-Armee“ bezeichnet, erwarb sie unter dem Oberbefehl von General Robert E. Lee Legendencharakter.
Die erste große Schlacht der Potomac-Armee war die Schlacht bei Manassas am 21. Juli 1861. Nominell von General Johnston geführt, wurde der Großteil der Planung und taktischen Operationen von General P.G.T. Beauregard ausgeführt. Bei zahlreichen Gelegenheiten fiel es den Kommandeuren im Verlaufe der Kampfhandlungen nicht leicht, „Freund“ und „Feind“ voneinander zu unterscheiden. Zu dieser Zeit wurden noch keine einheitlichen Uniformen getragen: Graue und blaue sowie andere exotisch anmutende Versionen gab es auf beiden Seiten. Hitze, Staub und Pulverdampf schränkten die Sicht auf dem Schlachtfeld stark ein. Zusätzlich zu diesen Schwierigkeiten kam hinzu, dass die „stars and bars“-Flagge der Konföderation den „stars and stripes“ der US-Streitkräfte so sehr ähnelte, dass häufig wechselseitig vermutet wurde, der Gegner habe sich widerrechtlich der eigenen Flagge bemächtigt.
Das Problem der Uniformen wurde bald gelöst, Staub und Pulverdampf musste man hinnehmen, aber General Beauregard war fest entschlossen, das „Flaggenproblem“ unmittelbar anzugehen.
General Johnston hatte ursprünglich die Absicht, das Problem dadurch zu lösen, alle Regimenter aufzufordern, die Flagge ihres Bundesstaats zu benutzen. Jedoch waren lediglich die Regimenter aus Virginia hinreichend mit derartigen Fahnen ausgestattet. General Beauregard machte danach den Vorschlag, die Nationalflagge der Konföderation zu ändern. Der Kongressabgeordnete William Porcher Miles stimmte zu, erklärte aber, dass der Kongress dieses in jedem Fall ablehnen werde. Miles schlug dagegen vor, die Armee mit einer eindeutig erkennbaren Kriegsflagge auszustatten. Er empfahl ein Design, das schon am 4. März 1861 dem Kongress als potentielle Nationalflagge vorgeschlagen wurde. Damals noch mit sieben, somit asymmetrisch angeordneten Sternen, versehen, hielt man das Modell nun geeignet – mit zwölf Sternen und quadratisch geformt – als Kriegsflagge zu dienen.
Bald hergestellte Prototypen wurden auch von General Johnston gebilligt. Im September 1861 ordnete Johnston die Herstellung aus Seide gefertigter Exemplare an. Im November 1861 wurden die ersten Exemplare an Einheiten in Centerville, Virginia ausgeliefert. Diese als „southern cross“ bezeichneten Fahnentücher zierten in einem blauen Schrägkreuz zwölf weiße Sterne, elf für die Mitgliedsstaaten und einer für Missouri, das noch nicht in die Konföderation aufgenommen worden war. Die Ränder der Flagge waren gelb gesäumt und mit einer dunkelblauen Manschette am Fahnenmast befestigt. Bereits 1862 zeigte sich, dass ein Tuch aus Seide den gewaltigen Belastungen während der Kämpfe nicht gewachsen war und ein anderes Material dieses ersetzen musste.
Die neuen Fahnen wurden aus hochwertigem englischen Flaggentuch gefertigt und unterschieden sich vom Vorgängermodell aus Seide in einigen Details. So wurde ein weiterer, dreizehnter Stern für die nun dreizehn Mitglieder der Konföderation eingefügt. Der bis dahin gelbe Flaggenrand wurde in einen orangefarbigen abgeändert. Die Befestigung am Mast geschah nun mit Hilfe weißer Tuchschlaufen und einer hindurch geführten Befestigungsschnur. Unter dieser Kriegsflagge kämpfte die Armee von General Lee Schlachten wie am Cedar Mountain, bei Sharpsburg und bei Chancellorsville.
Kurz nach der Schlacht bei Chancellorsville und noch bevor die Nord-Virginia-Armee zu ihrem Marsch in den Norden bis nach Gettysburg aufbrach, wurde die Fahne 1863 nochmals leicht geändert. Anstelle des orangefarbigen Randes trat nun ein weißer. Diese Version der Kriegsflagge wurde schließlich als “southern cross” die wohl bekannteste Fahne und allgemein als eigentliche „battleflag“ der Südstaaten bezeichnet.
Die Regimentsbezeichnung stand oft in goldenen Farben ober- und unterhalb des zentralen Sternes auf dem blauen Tuch. Alle erhaltenen Auszeichnungen wurden dagegen in blauer Farbe auf das rote Tuch gebracht.
Mit dieser endgültigen Version der Kriegsflagge focht General Lee mit der Nord-Virginia-Armee die Schlachten von Gettysburg, die Schlacht in der Wilderness, Cold Harbor, Petersburg und zahlreiche andere, bis er in Appomattox Court House (siehe auch Appomattox-Feldzug) kapitulierte.
Die Kriegsflaggen sollten in Virginia in drei verschiedenen Größen hergestellt werden: Mit 48 inches Seitenlänge für die Infanterie, 36 inches für die Artillerie und 30 inches für die Kavallerie. Ob tatsächlich 36 inch-Flaggen produziert worden sind, ist fraglich.

### Die Halbinsel-Armee

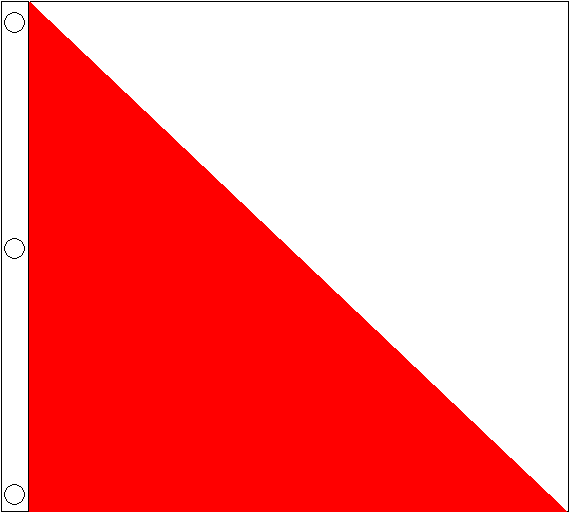
Kriegsflagge der Halbinsel-Armee

Die „Halbinsel-Armee“ unter dem Kommando von Generalmajor John B. Magruder, hatte den Auftrag, die Verteidigung der kritischen Halbinsel zwischen dem Fluss York und dem James südöstlich von Richmond, Virginia, zu organisieren.
Am 9. April 1862 sollten Verstärkungstruppen aus Nord-Virginia seine Stellungen erreichen. Generalmajor Magruder hielt es für sinnvoll, seine Truppen darüber zu informieren, dass die neu hinzukommenden Verbände der konföderierten „Potomac-Armee“ mit neu geschaffenen Kriegsflaggen ausgestattet waren. Dieser Tatsache Rechnung tragend, ordnete Magruder an, für seine eigenen Truppenverbände ebenfalls eine eindeutige Kriegsflagge herstellen zu lassen. Das von ihm ausgewählte Design war sehr einfach: Ein fast quadratisches Tuch, das diagonal in zwei Teile – zum Mast hin rot und zum "fliegenden Ende" hin weiß – geteilt war. In einem weißen schmalen Streifen waren noch drei Ösen eingebracht, mit denen die Fahne befestigt werden konnte.
Die Auslieferung der Kriegsflaggen an seine Truppen begann am 18. April 1862. Die letzten Exemplare, die noch in der Schlacht Verwendung fanden, wurden während der Schlacht bei Sharpsburg im September 1862 gesehen. Danach erhielten sämtliche Verbände die Kriegsflaggen-Ausführung der Nord-Virginia-Armee zugeteilt.

### Tennessee-Armee

Hardees Korps, Tennessee-Armee

Polks Korps, Tennessee-Armee

Braggs Korps, Mississippi-Armee, Version 1

"Cassidy" Ersatz-Flaggen, Version 3

Tennessee-Armee, Kriegsflagge 1864

Im Februar 1862 wurde General Beauregard nach Westen versetzt, wo die Konföderierte Armee unter dem Kommando von General Albert Sidney Johnston stand. Gegenüber diesem General Johnston spielte Beauregard die Rolle eines stellvertretenden Oberkommandierenden, genauso wie er auch schon in Virginia dem General Joseph E. Johnston in gleicher Funktion zur Seite stand.
Beauregard setzte sich sogleich dafür ein, die neu geschaffene Kriegsflagge von Virginia auch in den westlichen Regimentern einzuführen. Als großer Stolperstein erwies sich die Tatsache, dass zahlreiche kommandierende Generale bereits eigene charakteristische Kriegsflaggen für ihre Korps benutzten, um der Verwirrung durch die „stars and bars“-Flagge entgegenzuwirken.
Eine dieser neuen Flaggen wurde an die Regimenter von General William Joseph Hardee ausgegeben. Hardees Flagge bestand aus einem blauen Tuch, das von einem weißen Rand umgeben war. In der Mitte befand sich eine weiße Scheibe, die man auch manchmal als „silver moon“ bezeichnete. Die Scheibe war zum Teil auch oval, quadratisch oder quadratisch mit abgerundeten Ecken auf der Fahne aufgebracht. Häufig wurden die Regimentsbezeichnungen in die weiße Fläche und die Auszeichnungen an den Rand bzw. auf das blaue Tuch geschrieben.
Ein weiteres Korps, das eigenständige Kriegsflaggen benutzte, war das von Generalmajor Leonidas Polk. Genauso wie Beauregards Flagge besaß diese als wesentliches Merkmal ein mit Sternen besetztes Kreuz. Polk allerdings wurde offenbar durch seinen „zivilen“ Beruf in der Gestaltung der Flagge beeinflusst.
Neben seiner Position als General der Konföderation war er auch episkopalischer Bischof von Louisiana. Das Symbol der episkopalischen Kirche ist das rote Kreuz des „Heiligen Georg“, der Nationalflagge von England. Dieses Kreuz, das noch durch eine schmale weiße Linie vom blauen Feld getrennt war, wurde zum zentralen Emblem dieser Kriegsflagge. Als Zeichen für die Mitgliedsstaaten der Konföderation wurden elf weiße Sterne angebracht.
Als im Februar 1862 General Braxton Braggs Korps der „Mississippi-Armee“ hinzugefügt wurde, besaß dieses noch keine besondere Kriegsflagge. Beauregard nutzte diese Tatsache, indem er Flaggen nach dem „southern cross“-Muster für diese Truppenteile anfertigen ließ. Braggs neue Flaggen ähnelten dem „Virginia“-Modell in den meisten Details. So waren sie ebenfalls aus Wolle anstatt aus Seide hergestellt. Die zwölf Sterne hatten jedoch je 6 Zacken, was heraldisch gesehen die korrekte Variante darstellte. Die erste, am 3. März 1862 ausgelieferte Version war mit einem breiten, an drei Seiten angebrachten, gelben Rand eingefasst.
Nachdem die erste Lieferung der Fahnen eingetroffen war, ließ General Beauregard weitere "Serien" produzieren, die für mögliche zukünftige Einsätze vorgesehen waren. Die dritte und letzte Version, die am 29. März 1862 wie die beiden ersten vom Fahnenhersteller Henry Cassidy aus New Orleans produziert wurde, bestand aus dem gleichen Material wie die ersten beiden, der gelbe Rand wurde nun jedoch an allen vier Seiten durch einen rosafarbenen ersetzt und die Fahne wurde von einer mehr oder weniger quadratischen in eine rechteckige Form gebracht. Geplant waren diese Flaggen vermutlich ursprünglich für das Korps von General Hardee, in der Praxis dienten sie jedoch dazu, die verbrauchten ersten beiden Versionen nach und nach zu ersetzen. Alle Versionen kamen sporadisch bis zum Winter des Jahres 1863/1864 zum Einsatz.
Das verbliebene Korps der Mississippi-Armee war das Reserve-Korps, das von General John C. Breckinridge aus Kentucky, dem ehemaligen Vizepräsidenten der Vereinigten Staaten, kommandiert wurde. Diese Regimenter verwendeten weiterhin die „stars and bars“ – also die Nationalflagge der Konföderierten Staaten von Amerika.
Dieses waren die hauptsächlich verwendeten Kriegsflaggen der Mississippi-Armee als sie dem Feind in der Nähe von Shiloh entgegentrat:
Eine eindeutige Kriegsflagge für jedes Korps und die Nationalflagge für das Reservekorps.
Im November 1862 wurde die Armee von Mississippi-Armee in „Tennessee-Armee“ umbenannt. Die Vielzahl der verwendeten Flaggen hielt bis zum 18. Dezember 1863 – nach der vernichtenden Niederlage von General Bragg bei Chattanooga – an. Zu diesem Zeitpunkt wurde das Kommando der Armee an General Joseph E. Johnston übergeben. Eines der ersten Ziele von Johnston bestand darin, die Moral der Truppe wiederherzustellen. Bereits seit März 1864 stattete er seine Verbände mit einheitlichen Kriegsflaggen aus. Seine Version war im Wesentlichen mit dem „Virginia“-Modell identisch, hatte jedoch eine rechteckige Form.
Trotzdem gelang es auch General Johnston nicht ganz, sämtliche Verbände mit dieser Fahne auszustatten. Die Regimenter von General Patrick Ronayne Cleburnes Division reagierten derart ablehnend auf den Befehl, eine neue Flagge anzunehmen, dass ihnen die Weiterführung von „Hardee’s“ alter Kriegsflagge gestattet wurde.
Die Kriegsflagge der Tennessee-Armee ist heutzutage die am weitesten verbreitete Fahne mit dem „southern cross“ und an jedem Souvenirstand im Süden der USA zu finden.

## Wehrbereiche

### Wehrbereich South Carolina, Georgia und Florida

Kriegsflagge des „Wehrbereichs South Carolina, Georgia und Florida“

Zusätzlich zu ihren Feldarmeen besaßen die Konföderierten Staaten in Wehrbereichen (so genannten „Military departments“) befindliche Verbände. Truppen innerhalb dieser Wehrbereiche waren in befestigten Forts und anderen Lagern stationiert und wurden zur Verteidigung des Gebiets eingesetzt.
Eines der ersten „military departments“, das gleich zu Beginn des Krieges eingerichtet wurde, war das von South Carolina, Georgia und Florida.
Im ersten Kriegsjahr verwendeten alle Regimenter dieses Wehrbereichs in erster Linie ihre jeweiligen Staatsflaggen.
Als im September 1862 General Beauregard das Kommando über diesen Wehrbereich hatte, ließ er die Staatsflaggen durch das „southern cross“ ersetzen.
Die Kriegsflagge hatte große Ähnlichkeit mit der Version aus Virginia nach 1863. Es handelte sich um eine quadratische Wollfahne mit dreizehn 5-zackigen Sternen.
Der Hauptunterschied zwischen der Flagge der Nord-Virginia-Armee und der des Wehrbereichs war, dass die Sterne in der Flagge der Armee nicht ganz bis in die Ecken des Kreuzes verteilt waren. Dagegen gab es eine gleichmäßige Aufteilung in der Version des Wehrbereichs.
Ferner war die Kriegsflagge Nord-Virginia-Armee durch zahlreiche Ösen und Schnüre an der Stange befestigt, während diejenige des Wehrbereichs mit einer Manschette am oberen Teil der Flagge fest mit der Stange verbunden war.
Die Kriegsflagge wurde wie in Virginia in unterschiedlichen Größen für die jeweiligen Waffengattungen hergestellt. Bei der Infanterie wurde die Flagge mit einer blauen Manschette an der Stange angebracht, dagegen erhielt die Artillerie eine rote Ausführung.

### Wehrbereich Ost-Tennessee
Im Jahre 1862 stand der Wehrbereich Ost-Tennessee unter dem Kommando von General Edmund Kirby Smith. Während General Braggs Feldzug in Kentucky verließen die Verbände von General Smith ihren Wehrbereich und wurden in „Kentucky-Armee“ umbenannt. In dieser Zeit führten die Verbände der von General John P. Mc Cown befehligten Division eine eigenständige Kriegsflagge. McCown war schottischer Abstammung und ließ daher Flaggen herstellen, die der Nationalflagge von Schottland ähnelten. Sie enthielten das „St. Andrew’s cross“, ein weißes Schrägkreuz auf einem blauen Feld. Die Ränder der Flagge wurden variabel gestaltet. So führte das 30. Arkansas-Infanterie-Regiment die Flagge ab 1862 mit einem weißen Rand auf allen vier Seiten, während das im Jahre 1863 hinzugefügte 39. North-Carolina-Infanterie-Regiment vier rote Dreiecke in jeder Ecke ergänzte. Diese Kriegsflaggen wurden offenbar bis zur Schlacht am Chickamauga im Frühjahr 1864 verwendet.
|  |  |

### Wehrbereich Alabama, Mississippi und Ost-Louisiana

Kriegsflagge des "Wehrbereichs Alabama, Mississippi und Ost-Louisiana"

Van Dorns Korps

"Battle flag" des Breckinridge' Korps

Der Wehrbereich existierte in den Jahren 1864 und 1865. Es umfasste ganz Alabama, Mississippi und den östlich des Mississippi gelegenen Teil von Louisiana.
Die Regimenter dieses Wehrbereichs benutzten Kriegsflaggen, die in Mobile, Alabama nach einem standardisierten Muster hergestellt wurden. Im Allgemeinen folgten sie dem „southern cross“-Modell der „Tennessee-Armee“. Die Flagge hatte keinen Rand, war aus Wolle, und an einer Seite so umgenäht, dass sie auf die Fahnenstange gesteckt bzw. befestigt werden konnte. Alle Sterne waren gleichmäßig auf dem blauen Kreuz verteilt. Bei der Flagge dieses Wehrbereichs wurden jedoch ausschließlich zwölf Sterne angebracht, was offensichtlich ein Charakteristikum derjenigen Fahnen war, die in Mobile hergestellt worden sind. Selbst Nationalflaggen des Typs „stainless banner“ aus dieser Region ließen grundsätzlich den dreizehnten Stern vermissen.
Die allgemeine Größe dieser Kriegsflagge betrug 45 mal 52 inches. Eine kleinere Version mit den Maßen 37 mal 46 inches wurde an die Kavallerieregimenter von Generalleutnant Nathan Bedford Forrest ausgegeben.
Eine nicht geringe Anzahl von Truppenteilen benutzte sehr eigenwillige Kriegsflaggen. Eines dieser Modelle war die Flagge von Earl Van Dorn mit seiner „Army of the West“. Sie hatte ein rotes Tuch, das mit dreizehn weißen Sternen in fünf Reihen geschmückt war. In der oberen Ecke zum Fahnenmast befand sich eine weiße Mondsichel. Die Fahnen waren mit einem gelben Rand ausgestattet.
Als General Van Dorn seine Regimenter im Jahre 1862 auf die Ostseite des Mississippi zur Schlacht nach Corinth, Mississippi führte, fochten seine Truppen unter diesen Flaggen.
Eine Flagge, die Breckinridge' Korps der „Army of West Tennessee“ benutzte, zeigte auf einem blauen Feld ein rotes lateinisches Kreuz. Dreizehn weiße, 5-zackige Sterne waren im Verhältnis 7 (senkrechter Teil) zu 6 (waagerechter Teil) auf dem Kreuz verteilt. Diese Kriegsflaggen wurden im Mai 1862 an mindestens zwei Brigaden aus Breckinridge’s Reserve Division ausgegeben und fanden im August 1862 bei der Schlacht von Baton Rouge ihre Verwendung.
Weitere Flaggen, die ein „Lateinisches Kreuz“ enthielten, wurden bei der Verteidigung von Vicksburg, Mississippi im Mai 1863 benutzt. Einheiten der 1st Missouri Cavalry verwendeten die weiter unten beschriebene „Missouri battle flag“, die auf einem blauen Grund ein weißes Kreuz zeigte. Regimenter der „Cummings Brigade“ zeigten dagegen das weiße Kreuz auf einem roten Tuch. Dieses war durch einen vermutlich gelben, vielleicht auch weißen Rand eingefasst. Eine ähnliche Flagge verwendete auch General Dabney Maury in seinem Hauptquartier in Mobile, Alabama, im Jahre 1864. Auch auf General Maury’s Flagge wurden – wie in Alabama üblich – nur 12 Sterne abgebildet.
|  |  |

### Kriegsschauplatz Trans-Mississippi

Kriegsflagge von Shelby's Missouri Brigade

Kriegsflagge der Parson's Texas Cavalry

Kriegsflagge von Richard Taylor's Armee

Die "Missouri battle flag"

Flagge der Cherokee Nation

Flagge der Choctaw Brigade

Der Kriegsschauplatz Trans-Mississippi war geographisch gesehen das größte Militärgebiet innerhalb der Konföderation. Es bestand aus ganz Louisiana westlich des Mississippi, den Staaten Arkansas, Missouri und Texas, den indianischen Nationen des Indianerterritoriums im heutigen Oklahoma sowie dem konföderierten Territorium von Arizona, das Teile New Mexicos umfasste. Nach dem Fall von Vicksburg im Juli 1863 war der Kriegsschauplatz praktisch vom Rest der Konföderation abgeschnitten und operierte im Folgenden in militärischen Belangen unabhängig von der Regierung in Richmond, Virginia. Ebenso war es das letzte Territorium, das vor der „Yankee“-Invasion kapitulieren musste. Anfang des Jahres 1865 war Texas jedoch noch praktisch frei von „Nordstaaten“-Truppen.
Der Kriegsschauplatz war insofern einmalig unter den Militärgebieten der Konföderation, als dass die Truppenverbände nicht nur aus „Weißen“ bestanden. Im Jahre 1861 schlossen die Konföderierten Staaten insgesamt neun Verträge mit den Indianer-Nationen auf dem heutigen Gebiet des Staates Oklahoma. Diese Verträge mit den sogenannten Fünf zivilisierten Nationen, die Cherokee, Chickasaw, Choctaw, Muskogee und Seminolen, schlossen gegenseitige Beistandsabkommen mit ein, was zur Folge hatte, dass insgesamt ca. 3000 indianische Soldaten auf Seiten der Konföderierten Armee kämpften. Diese Soldaten waren als tapfere Kämpfer bekannt und leisteten wertvolle Dienste auf dem Kriegsschauplatz. Der letzte konföderierte General, der kapitulieren musste, war General Stand Watie aus der Cherokee Nation, die letzte Zivilverwaltung, die sich der Invasionsarmee ergeben musste, war die von Gouverneur Winchester Colbert aus der Chickasaw Nation.
Innerhalb des Kriegsschauplatzes waren zahlreiche Kriegsflaggen nach dem „southern cross“-Muster in Gebrauch. Eine dieser Flaggen war diejenige von General Jo Shelby und seiner „Missouri Brigade“. Diese Seidenflagge hatte einen weißen Rand, genauso wie die spätere Version in Virginia. Sie hatte zusätzlich jedoch noch eine an drei Seiten angebrachte rote Fransenverzierung, die ebenfalls aus Seide bestand. Diese Flagge überlebte den Krieg durch einen glücklichen Umstand: Nach dem Sieg der Unionstruppen kapitulierte General Shelby mit seiner Division nicht. Vielmehr ritt er mit ca. 200 „Südstaatlern“, die ebenfalls nicht bereit waren die so genannte „Reconstruction“ über sich ergehen zu lassen, durch Texas in Richtung der mexikanischen Grenze. Am 4. Juli 1865 ließ Shelby sämtliche mitgeführten Kriegsflaggen mit Steinen beschweren und im Rio Grande versenken. Eine dieser Kriegsflaggen wurde von einem Angehörigen seiner Truppe aus diesem nassen Grab gerettet, bevor es über die Grenze nach Coahuila in Mexiko ging.
Andere weit im Westen stationierte Verbände gebrauchten Flaggen im „southern cross“-Muster, die mehr denjenigen aus Tennessee ähnelten. Etwa die Fahne, die von „Parson’s Texas Cavalry Brigade“ verwendet wurde. Diese war ohne einen Extra-Rand und länglich angefertigt. Es bestand die Tendenz, die Regeln der Heraldik zu verletzen, indem die weiße schmale Linie um das blaue Kreuz weggelassen wurde. Ein weiteres typisches Merkmal von Flaggen des Kriegsschauplatzes, insbesondere derer aus Texas, bestand darin, dass der zentrale Stern die anderen in der Größe deutlich überragte.
Im März 1864 besiegten die Truppen von General Richard Taylor ihre nördlichen Widersacher und konnten die Kontrolle über das Gebiet im Westen Louisianas wiederherstellen. Die Kriegsflaggen, unter denen diese Männer fochten, waren ebenfalls „southern cross“-Modelle, jedoch waren die Farben umgekehrt, d. h. rote Kreuze auf blauem Grund. Ebenso wie andere Fahnen dieses Kriegsschauplatzes war das Kreuz nicht durch eine weiße Linie vom blauen Feld getrennt. Zumindest eines von Taylors Regimentern benutzte sogar eine Flagge mit einem „Saint George’ cross“ ähnlich derjenigen, die von General Polk in Tennessee 1862 Verwendung fand.
Eine weitere außergewöhnliche Kriegsflagge wurde von Regimentern aus Missouri verwendet. Diese so genannte „Missouri battle flag“ hatte ein blaues Tuch mit einem roten Rand. Sie zierte ein weißes „Römisches Kreuz“, das an der Mastseite hinzugefügt wurde. Eine ähnliche Flagge wurde offenbar auch von Einheiten aus Missouri bei der Verteidigung von Vicksburg im Jahre 1863 verwendet.
Als der Abgesandte der Konföderation für Indianerfragen, Albert Pike, den Vertrag mit den Cherokee Indianern am 7. Oktober 1861 abschloss, präsentierte er Häuptling John Ross eine besondere Flagge. Diese Version der „stars and bars“-Fahne enthielt innerhalb eines Kreises von weißen Sternen eine Ansammlung von fünf weiteren, roten Sternen, die die fünf „civilized nations“ der Indianer repräsentieren sollten. Eine ähnliche, nach dem Krieg erhalten gebliebene Flagge, trug den Namenszug „Cherokee Braves“ und wird den „First Cherokee Mounted Rifles“ zugeschrieben. Es wird vermutet, dass dieses Modell als eine Art von inoffizieller Nationalflagge den „Konföderierten Cherokee“-Indianern gedient hat.
Eine andere konföderierte Indianerflagge war diejenige der „Choctaw Brigade“.
Inmitten eines blauen Feldes befand sich eine rote, weiß geränderte Scheibe. Innerhalb der Scheibe waren in weißer Silhouette die typischen Waffen der Choctaw-Nation abgebildet: Ein Bogen, Pfeile sowie ein Tomahawk.